# 佩尔韦兹·迈赫迪·库雷希
佩尔韦兹·迈赫迪·库雷希（1943年10月1日—）， 昵称P·Q·迈赫迪。是一名巴基斯坦的退役空军元帅，他是一名优秀的战斗机飞行员，曾担任第8任巴基斯坦空军参谋长，1997年被上任，2000年退休。
在1999年与印度军队在查谟和克什米尔邦短暂的卡吉尔战争中，迈赫迪指挥的巴基斯坦空军引人注目。他因建议时任巴基斯坦总理纳瓦兹·谢里夫不要与印度开战而受到赞扬，最终为巴基斯坦军队提供了一个出口，通过与印度的外交手段缓和了局势。:59